# Knight Duty
Knight Duty è un cortometraggio statunitense del 1933, diretto da Arvid Gillstrom.

## Trama
Un preziosissimo rubino viene rubato dal museo delle cere, per cui il direttore e la figlia rischiano di trovarsi sul lastrico. Ma all’interno del museo rimane accidentalmente chiuso Harry, già conoscente della figlia del direttore. Sulle sue tracce c’è un poliziotto, che lo cerca e lo insegue per un evento trascorso, mentre anche la guardia del museo cerca di stanare Harry, che si confonde in mezzo alle statue di cera.
Ma nel museo si nascondono anche i ladri del rubino, che, per sfuggire alla polizia, nascondono il gioiiello nelle tasche di Harry. Si sviluppa allora un inseguimento plurimo.